# Nuotsaari (ö i Södra Karelen, Imatra, lat 61,50, long 29,17)
Nuotsaari är en ö i Finland. Den ligger i sjön Sarajärvi och i kommunen Ruokolax i den ekonomiska regionen  Imatra ekonomiska region  och landskapet Södra Karelen, i den sydöstra delen av landet, 270 km nordost om huvudstaden Helsingfors. Öns area är 0,2 hektar och dess största längd är 60 meter i nord-sydlig riktning.